# Yamazaki Sōkan
Sōkan Yamazaki (山崎 宗鑑, Yamazaki Sōkan) est un poète japonais du XVIe siècle (seconde moitié de la période Sangohan, pendant la fin de l'ère Muromachi). De son vrai nom Norishige Shina (1465-1553), il est plus connu sous son seul prénom de plume Sōkan (宗鑑, signifiant « Méditation »).
Sōkan rompt avec les formes compassées de la poésie renga en développant le haïkaï no renga (ou haïkaï-renga, « renga comique »), un genre de poésie collaborative basée sur la surprise et sur un comique volontiers vulgaire, forme qu'au siècle suivant Bashō fera évoluer vers l'ancêtre du haïku. Sōkan est aussi l'auteur de la première compilation de haïkaï-renga à être imprimée, et de la deuxième du genre.

## Biographie
Peu est connu de la vie de Sōkan. Il est né Norishige Shina (志那 範重, Shina Norishige) vers 1465, dans la province d'Ōmi (maintenant préfecture de Shiga), au Japon. Il semble être d'abord calligraphe à la cour du shogun Yoshihisa Ashikaga (1465-1489) jusqu'à la mort de ce dernier.
En 1489, Sōkan devient moine bouddhiste itinérant. Il arrive à une date mal établie dans un lieu alors nommé Yamazaki (son emplacement actuel reste sujet à débat, avec au moins trois villes revendiquant cet honneur : Shimamoto (Osaka) principalement, mais aussi Ōyamazaki (Kyoto) et Yamasaki (Hyōgo) ; aucune n'a convaincu les historiens impartiaux). Il s'y établit et fonde l'Hermitage Taigetsu (對月庵, Taigetsu-an, litt. « l'hermitage en face de la lune »). Il prend pour lui le nom de Sōkan Yamazaki (c'est-à-dire « Sōkan de Yamazaki » ou « méditation à Yamazaki »).
En 1499 est compilée la première anthologie de haïkaï-renga, un mince recueil de 217 tercets intitulé Chikuba kyōgin-shū ou Chikuba kyōginshū (竹馬狂吟集, chikubakyōginshū, « la collection de chants comiques du cheval de bois »). Elle a été composée par un moine anonyme et est parfois attribuée à Sōkan.
En 1523, Sōkan quitte Yamazaki et s'établit en 1528 dans la ville de Kan'onji (ou Kanonji, parfois Kannonji, maintenant en préfecture de Kagawa, île de Shikoku), où il fonde l'Hermitage Ichiya (一夜庵, Ichiya-an, litt. « l'hermitage de la nuit »). Il y passe le reste de sa vie, vivant assez confortablement de sa calligraphie et de l'enseignement de la poésie. Il compose aussi des poèmes, et est considéré le premier grand auteur du style haïkaï. D'abord peu connus, ses poèmes seraient intégrés au recueil Dai Tsukuba-shū (新撰大筑波集), dont le titre complet est Shinsen dai Tsukuba-shū ou Shinsen daitsukuba-shū (新撰大筑波集, shinsen daitsukubashū, litt. « grand recueil de Tsukuba, récemment sélectionné ») ; ce recueil est peut-être de lui et de 1512.
Vers 1539 (mais 1514 ou 1523 sont parfois aussi avancés), Sōkan est auteur et contributeur majeur de la deuxième compilation de haïkaï-renga, le plus copieux recueil Inu Tsukuba-shū (新撰犬筑波集)(en japonais), dont le titre complet est Shinsen inu Tsukuba-shū ou Shinsen inutsukuba-shū (新撰犬筑波集, shinsen inutsukubashū, litt. « recueil de chienneries de Tsukuba, récemment sélectionné » ou « faux recueil de Tsukuba » au propre, ou « la collection de renga bâtard » au figuré). Il contient des poèmes de 17 syllabes japonaises classés selon les quatre saisons. Ce sera aussi la première anthologie du genre imprimée, bien qu'elle le sera seulement à titre posthume vers 1615 (soit parce qu'il était à l'origine destiné seulement à ses élèves, soit à cause de son contenu jugé trop vulgaire jusque-là).
Sōkan meurt vers 1553, déjà reconnu dans ses deux arts. Une tombe à son nom se trouve à Kan'onji, et l'on pense qu'il y est mort. Son anthologie imprimée vers 1615 a influencé le style danrin de cette époque, et deviendra un classique dont d'autres éditeurs feront ensuite des versions augmentées.

## Poésie
Un tercet typique de Sōkan :

« Même
lorsque mon père se mourait
je pétais »

— (trad. Atlan et Bianu)
Ce type de trivialité en a outragé certains à l'époque, mais n'est pas entièrement dénué de profondeur : outre qu'il consigne un simple fait, il rappelle avec humour que même dans des circonstances tragiques la vie continue. Ce type de juxtaposition et de surprise entre deux images (tori awase 取り合わせ = "lien non logique" ou yojō zuke 余情付　= "lien par le vide" en japonais) sera raffiné au siècle suivant par Bashō qui exploitera souvent les mêmes effets de manière moins vulgaire, comme dans ce haïku similaire :

« Épanouie au bord de la route
Cette rose trémière
Broutée par mon cheval »

— Bashō (trad. Alain Kervern)

### Éditions originales
D'époque
- 1512. Dai Tsukuba-shū (1512 (?), compilation de renga)
- 1539. Inu Tsukuba-shū (~1539, imprimé ~1615 ; compilation de haïkaï par et incluant Sōkan)

Contemporaines
Éditions disponibles et citées dans les études universitaires :
- 1979. Inu Tsukuba-shū (rééd. moderne révisée in Ebara Taizō chosakushū, vol. 2 : Renga) (OCLC 24680470)

### Éditions en français
(Aucune monographie ne semble disponible en 2009.)
Anthologies
- 2002. Haiku : anthologie du poème court japonais (trad. Corinne Atlan et Zéno Bianu ; texte français seulement), éd. Gallimard, coll. « Poésie » no 369, 239 pages,  (ISBN 2-07-041306-3), 504 haïkus (dont 2 de Sōkan)